# Epania fulvonotata
Epania fulvonotata là một loài bọ cánh cứng trong họ Cerambycidae.